# Irina Korschunow
Irina Korschunow (31 tháng 12 năm 1925 – 31 tháng 12 năm 2013) là một nhà văn, dịch giả người Đức, và là thành viên của Trung tâm PEN Đức.

## Tiểu sử
Irina Korschunow sinh ngày 31 tháng 12 năm 1925 tại Stendal, bang Sachsen-Anhalt, trong một gia đình mà mẹ là người Đức, còn cha là người Nga. Thời thơ ấu dưới chế độ Đức Quốc xã, bà bị coi là kẻ ngoài lề xã hội. Sau Chiến tranh thế giới thứ hai, bà học tiếng Đức, tiếng Anh và Xã hội học ở Göttingen và München.
Bà bắt đầu viết báo và viết văn từ thập niên 1950, và là tác giả của nhiều sách thiếu nhi, sách thanh thiếu niên, tiểu thuyết và kịch bản phim. Bà cũng là một dịch giả. Sinh thời bà cư ngụ ở München.

## Giải thưởng
- Giải Tukan (1977)
- Giải Roswitha (1987)
- Giải văn học Hertha Koenig (2004).

## Tác phẩm

### Sách thiếu nhi
- Die Wawuschels mit den grünen Haaren (1967)
- Neues von den Wawuschels mit den grünen Haaren (1969)
- Wenn ein Unugunu kommt (1976)
- Eigentlich war es ein schöner Tag. Tinas aufregende Erlebnisse (1977)
- Hanno malt sich einen Drachen (1978)
- Tim und Großvaters Pferd (1979)
- Deshalb heiße ich Starker Bär (1981), als Ravensburger Taschenbuch: Mit Illustrationen von Hansjörg Langenfass, Otto Maier Verlag, Ravensburg, 1983, ISBN 3-473-38883-1.
- Der Findefuchs (1982)
- Fränzchen Dudel sucht einen Schatz, mit Zeichnungen von Sandy Nightingale. Parabel Verlag, Schwäbisch Hall 1985, ISBN 3-7898-0245-X.
  - Originaltext Hamnet and the Pig Afloat von Tony Nightingale, Zeichnungen von Sandy Nightingale. Pumkin Press, London 1983.
- Kleiner Pelz (1984)
- Töktök und der blaue Riese (Neuauflage 1985)
- Kleiner Pelz will größer werden (1986)
- Wuschelbär (1990)
- Der bunte Hund, das schwarze Schaf und der Angsthase (1992)
- Steffis roter Luftballon (1994)
- Benni und die Mumpshexe mit Bildern von Regina Kehn. Arena Verlag, 1994. ISBN 978-3-401044958.
- Der kleine Clown Pippo (Neuauflage 1996)
- Es muss auch kleine Riesen geben (1997)
- Niki aus dem 10. Stock (Originalausgabe erschien 1973, Neuauflage 1997)

### Sách thanh thiếu niên
- Die Sache mit Christoph (1978)
- Er hieß Jan (1979)
- Ein Anruf von Sebastian (1981)

### Tiểu thuyết
- Glück hat seinen Preis, Roman. Hoffmann und Campe Verlag (1983), als dtv-Großdruck-Taschenbuch, München 1988, ISBN 3-455-04006-3.
- Der Eulenruf, Hoffmann und Campe Verlag (1985)
- Malenka, Hoffmann und Campe Verlag (1987)
- Fallschirmseide, Hoffmann und Campe Verlag (1990)
- Das Spiegelbild, Hoffmann und Campe Verlag (1992)
- Ebbe und Flut, Hoffmann und Campe Verlag (1995)
- Von Juni zu Juni, Hoffmann und Campe Verlag (1999)
- Das Luftkind, Hoffmann und Campe Verlag (2003)
- Langsamer Abschied, Hoffmann und Campe Verlag (2009)

### Kịch bản phim
- Der Führerschein (TV, 1978)
- Der Urlaub (TV, 1980)
- Wie es geschah (TV, 1983)
- Der Hochzeitstag (TV, 1985)
- Michas Flucht (TV, 1988)